# Georg Heiß
Georg Heiß (25 aprile 1897 – 4 dicembre 1916) è stato un calciatore austriaco, di ruolo centrocampista.

## Carriera
Esordisce in Nazionale il 4 ottobre del 1914 a Budapest contro l'Ungheria (2-2).